# Platymantis insulata
Platymantis insulata (tên tiếng Anh: Island Forest Frog) là một loài ếch trong họ Ranidae. Chúng là loài đặc hữu của Philippines.
Các môi trường sống tự nhiên của chúng là các khu rừng khô nhiệt đới hoặc cận nhiệt đới, rừng ẩm vùng đất thấp nhiệt đới hoặc cận nhiệt đới, các khu rừng vùng núi ẩm nhiệt đới hoặc cận nhiệt đới, vùng nhiều đá, và hang. Loài này đang bị đe dọa do mất môi trường sống.

## Hình ảnh

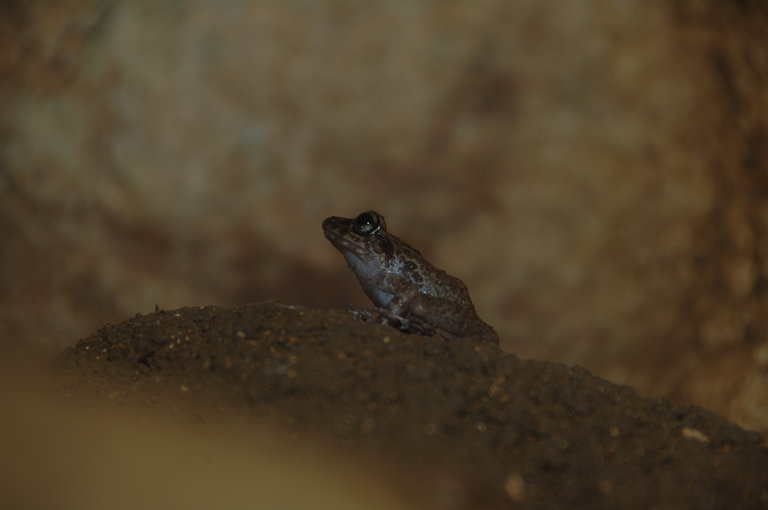